# Alligator Malans
UHC Alligator Malans är en innebandyklubb i Malans i Schweiz som bildades 1987 och spelar i Swiss Mobiliar League. Klubben har blivit schweiziska ligamästare fyra gånger och cupmästare två gånger.
Flera svenskar har spelat i klubben genom åren, bland andra Marck Lundberg, Johan Anderson, Stefan Smedberg, Klas Nordin, Jonas Berggren, Johannes Gustafsson, Patrik Lundström, Alexander Bodén och Mathias Larsson.